# Psammophilocyclops bispinosus
Psammophilocyclops bispinosus – gatunek widłonoga z rodziny Cyclopidae. Nazwa naukowa tego gatunku skorupiaków została opublikowana w 1964 roku przez chińskich zoologów Chia-Jui Shen i Ai-Yun Tai.